# Focke-Wulf Ta 152
Focke-Wulf Ta 152 byl německý jednomístný jednomotorový stíhací letoun z konce druhé světové války navržený Kurtem Tankem a vyráběný firmou Focke-Wulf.
Letoun Ta 152 vznikl vývojem letadel Focke-Wulf Fw 190 a měl být vyráběn nejméně ve třech verzích - Ta 152 H Höhenjäger („stíhač pro velké výšky“), Ta 152 C pro střední výšky a pozemní útoky s motorem Daimler-Benz DB 603 a menším křídlem, a stíhací průzkumný letoun Ta 152 E s motorem modelu H a křídlem modelu C.
První Ta 152H se do služby u Luftwaffe dostal v lednu 1945. Přišel příliš pozdě a v nedostatečném počtu, aby ovlivnil výsledek války.

## Vývoj
Historie letadla Focke-Wulf Ta 152 je těsně spjatá s typem Fw 190. Už v okamžiku operačního nasazení stíhačky Fw 190 A v létě 1941 považoval Kurt Tank za potřebné vyprojektovat a zavést do výzbroje jednotek Luftwaffe stíhací letadlo, které by bylo schopné operovat ve velkých výškách nedostupných pro tehdejší standardní německé i spojenecké stíhačky. Do května 1942 připravil Kurt Tank sérii konstrukčních studií vycházejících z draku Fw 190 A, ale s použitím různých motorů a křídel s větším rozpětím.
20. května 1942, během setkání zástupců firem Focke-Wulf a Messerschmitt s představiteli RLM v Messerschmittově továrně v Augsburgu, RLM upřesnilo podmínky, které vyžadovalo od budoucího stroje nazvaného Höhenjäger (výšková stíhačka). Toto letadlo mělo být schopné zachytávat výškové bombardéry protivníka a plnit průzkumné úkoly. Obě letecké firmy přijaly podmínky RLM a zahájily projekční práce. Messerschmittova konstrukční kancelář vypracovala projekt Me 155 a jeho verzi Me 155 B.
Profesor Tank nečekal na rozhodnutí RLM a jednal ihned. Na rozdíl od Willy Messerschmitta zvolil jiné řešení. Neměl v úmyslu zkonstruovat úplně nové letadlo, ale rozhodl se využít projekty vycházející z draku Fw 190 A. Kurt Tank počítal s dvěma zásadními řešeními pohonné jednotky nového letadla. Mělo jít o modifikovanou variantu hvězdicového motoru BMW 801 používaného u Fw 190 A anebo o motor Daimler-Benz DB 603, v krajním případě potom o Junkers Jumo 213.
Jako první vznikla modifikace sériových Fw 190 A-3 označená poměrně eufemisticky Höhenjäger 1. V září 1942 byly tři standardní draky verze A-3 (W.Nr.130528, 130530 a 130531) odlehčené demontáží trupových kulometů a s označením Fw 190 A-3/U7 sloužily k výškovým zkouškám s přetlakovou kabinou. Na základě zkušeností s těmito stroji vzniklo několik podobně upravených Fw 190 A-4. Ty byly odeslané na testování v boji k jednotkám JG 2 a JG 26. Ukázalo se, že kabiny netěsnily, a tak nesplnily očekávání.
Mezi prosincem 1942 a dubnem 1943 bylo postaveno šest prototypů poháněných novými motory Daimler-Benz DB 603 A vybavenými turbokompresory a pod označením Höhenjäger 2 vykonaly letové zkoušky. Jako další vznikla konstrukční studie Fw 190 Ra-6, která v zásadě splňovala požadavky RLM. Projekt dostal typové označení Fw 190 H a byly započaty přípravné práce na stavbě prototypu. Letadlo mělo dostat nové křídlo s nosnou plochou zvětšenou na 22,5 m². Trup byl prodloužený a jako pohonná jednotka měl sloužit motor Daimler-Benz DB 603 G, DB 632 anebo Junkers Jumo 213 E.
Mezitím Willy Messerschmitt pokračoval v práci na Me 155 B, která s ohledem na nedostatek kvalifikovaného personálu zaneprázdněného v té době jinými úkoly probíhala velmi pomalu. Také firma Focke-Wulf se potýkala s mnoha problémy. Jak se dalo předpokládat, projekt Fw 190 A-3/U7 (Höhenjäger 1) se ukázal být celkem nepodařený a probíhající zkoušky prototypů Höhenjäger 2 (V18/U1, V29, V30, V31, V32 a V33) s motorem DB 603 A odhalovaly nekonečné problémy s turbokompresorem Hirth 9-2281.
V souvislosti s těmito skutečnostmi předali představitelé C-Amtu RLM Willi Messerschmittovi ústní návrh, aby zahájil studii možnosti konstrukce letadla s lepšími výkony, než jaké vykazovaly stroje, které byly ve fázi prototypových zkoušek, dokonce i kdyby to znamenalo zapojení nejlepších a nejzkušenějších konstruktérů za cenu jejich stáhnutí z jiných projektů s vyšší prioritou. Jako výsledek těchto návrhů vznikl projekt Me P.1091 Extremer Höhenjäger (stíhačka pro velké výšky). Mělo to být letadlo s velkým rozpětím křídla s různými variantami pohonu, tvořenými motorem Daimler-Benz DB 605 s turbokompresorem TK 11, motorem DB 628, motorem DB 632 s protiběžnými vrtulemi anebo motorem DB 603 E s turbokompresorem TKL 15. Podle výpočtů konstruktérů by Me P.1091 byl schopný dosáhnout výšky 17 500 m. Pro úsporu času a zužitkování dosavadních prací bylo rozhodnuto použít většinu řešení P.1091, sloučit je s prvky Me 155 a vytvořit tak letadlo Me 155 B-1.

## Varianty

### Ta 152 A
Na jaře 1943 prof. Kurt Tank pochopil, že ani Höhenjäger 1 a 2 nejsou schopné splnit požadavky RLM, a rozhodl se pracovat na konstrukci nového stroje, který by byl vybavený výkonnější pohonnou jednotkou. Tehdy existovalo několik nových motorů firem BMW, Daimler-Benz a Junkers, které by bylo možné v projektovaném stroji použít. Nakonec padlo rozhodnutí vybrat jako nejspolehlivější a nejvýkonnější motory DB 603 E, G a L a Jumo 213 E. Vývojové práce na těchto motorech se protahovaly a nebylo jasné, kdy budou k dispozici ve větším počtu. Bez ohledu na to zahájil Kurt Tank práce na novém draku, přičemž vycházel z dřívějších projektů a konstrukčních studií.
Projekt nazvaný Spezial Höhenjäger (speciální výšková stíhačka) navazoval na starší konstrukci označenou Ta 153 a od RLM dostal označení Ta 152. Jako pohonná jednotka měl sloužit motor Junkers Jumo 213 A vybavený aerodynamickým krytem. U první verze Ta 152 A-1 bylo navrženo nové křídlo, ocasní plochy a kryt motoru se zabudovaným uzavřeným sběračem spalin (tedy bez vnějších výfuků). Nad motorem se měly nacházet dva kanóny MG 151 ráže 20 mm. Předpokládala se zástavba dalších dvou kanónů stejného typu v kořenech křídla a kanón MK 103 ráže 30 mm v bloku motoru. Navíc existovala možnost umístit ve vnějších částech křídla dva kanóny MK 108 ráže 30 mm.
Další plánovanou verzí měl být Ta 152 A-2, jehož drak byl identický s variantou A-1. Jedinou změnou bylo nahrazení vnějších křídelních kanónů MK 108 ráže 30 mm kanóny MG 151, jejichž menší ráži kompenzovala vysoká kadence. Vedle projektů sériových verzí Ta 152 připravoval Kurt Tank tři konstrukční studie, označené Ta 152 Ra-1, Ra-2 a Ra-3, které odpovídaly kategoriím Normaljäger, Höhenjäger a Schlachtflugzeug (běžná stíhačka, výšková stíhačka a bitevní letadlo). Záhy našly tyto studie uplatnění ve skutečných projektech. Běžná stíhačka byla označena Ta 152 C, výšková stíhačka Ta 152 H a bitevní verze jako Ta 152 B. Písmena D, F a G neměly být použita, aby se zabránilo případným záměnám s už existujícími verzemi Fw 190 D, F a G, písmena I a J se u Luftwaffe nepoužívala.
V polovině roku 1943 se RLM rozhodlo učinit opatření, která by urychlila práce na nových výškových stíhačkách. Na střetnutí s představiteli obou firem, které se konalo 5. července 1943 v závodě Focke-Wulf v Bad Eilsenu, zástupci RLM požadovali v co nejkratším termínu předložit tzv. Schnellösung (rychlé řešení) nové výškové stíhačky. Schnellösung mělo spočívat v úpravě standardního draku jedné z už vyráběných stíhaček na výškovou stíhačku s použitím minimálního počtu konstrukčních změn. Ukázalo se, že Focke-Wulf se svými návrhy Fw 190 Ra-1 a Ra-8 pokročil dále než Messerschmitt s nepříliš slibným Bf 109 H, jehož vývoj byl zastaven po vyrobení dvou prototypů. Oba návrhy Kurta Tanka používaly motor Jumo 213, který sliboval dobré výkony a byl v pokročilejším stádiu vývoje než konkurenční DB 603.
Kurt Tank se v souvislosti s tím rozhodl přerušit další vývoj Ta 152 A, protože tento stroj byl až na jiné křídlo v zásadě shodný s drakem Fw 190 D, který byl vybrán pro sériovou výrobu jako Schnellösung-Jäger. Druhým důvodem přerušení příprav sériové výroby Ta 152 A byly problémy s dodávkami dostatečného množství kanónů MK 103 střílejících osou vrtule. A verze A byla navíc mimo nového křídla, směrovky a krytu motoru shodná s Fw 190 D-9, jehož výrobu už v té době RLM objednalo a která se zanedlouho úspěšně rozběhla. V druhé polovině roku 1943 pokračovaly v konstrukčních kancelářích obou firem práce na dalších variantách výškových stíhaček. Jejich výsledkem byl u Focke-Wulfu studijní projekt Ta 152 A-4.

### Ta 152 H

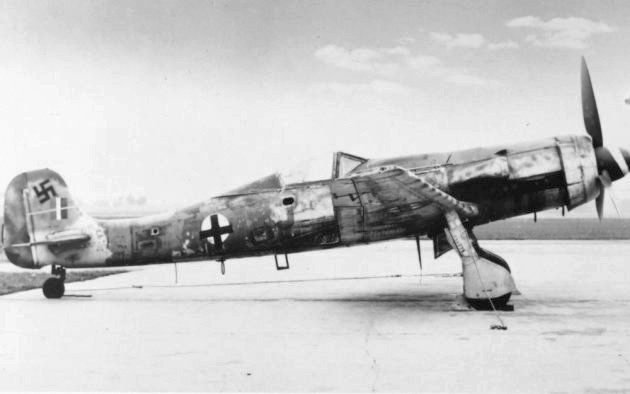
Focke-Wulf Ta 152 H

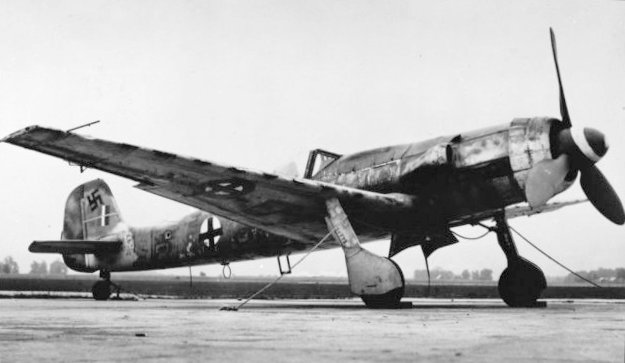
Ta 152 H neznámého data, viz výrazně větší rozpětí křídla

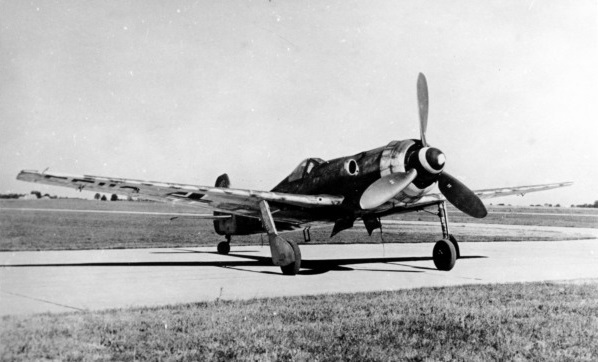
Ta 152 H-0

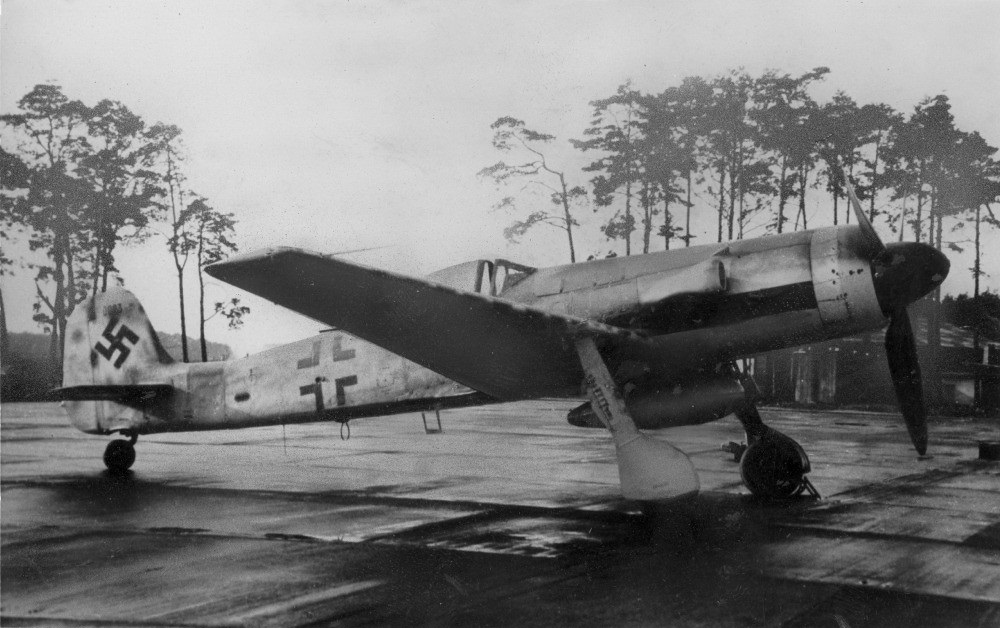
Ta 152 H-0

23. října 1943 ukončil projekční práce i Messerschmitt a zahájil stavbu prototypu Me 209 V4. Nejprve měl být tento stroj poháněn motorem Daimler-Benz DB 628 A, ale s ohledem na protahování jeho vývoje došlo k rozhodnutí použít motor Daimler-Benz DB 605 A anebo AS. Zpočátku Kurt Tank plánoval použít u Ta 152 H-1 motor Daimler-Benz DB 603 G nebo DB 632, nakonec se však rozhodl pro Junkers Jumo 213 E. Willi Messerschmitt doufal, že Me 209 A-4 vzlétne v únoru 1944, ale spojenecké nálety způsobily zdržení stavby prototypu. Tuto situaci Messerschmitt řešil přestavbou existujícího prototypu Me 209 V5 na prototyp výškové stíhačky.
S ohledem na Messerschmittovy těžkosti nabyl Kurt Tank přesvědčení, že jeho konstrukce Ta 152 H s jistotou zvítězí v konkurzu Technisches Amtu na výškové stíhací letadlo, a proto přidělil vývoji tohoto stroje nejvyšší prioritu. Aby se co nejvíc urychlily práce a poté zkoušky prototypů, bylo rozhodnuto přestavět čtyři z ještě existujících prototypů Höhenjäger 2 na prototypy verzí Ta 152 H, což vyžadovalo instalaci nového motoru a úpravu draku. Motory Daimler-Benz DB 603 A byly v letadlech Fw 190 V29, V30 a V33 nahrazeny motory Junkers Jumo 213 E, které poháněly vrtule typu VS 9, čímž se jejich označení změnilo na Fw 190 V29/U1, V30/U1 a V33/U1. Rovněž Fw 190 V32/U1 (používaný doposud jako testovací stroj plánovaného letounu Ta 153, první let v prosinci 1943) dostal namísto doposud používaného motoru Daimler-Benz DB 603 G motor Junkers Jumo 213 E a označení Fw 190 V32/U2. Zanedlouho se do programu Ta 152 zapojil i prototyp Fw 190 V18/U2.
Podle plánů konstrukční kanceláře firmy Focke-Wulf mělo být všech pět prototypů připravených k letovým zkouškám mezi červnem a zářím 1944. Současně začaly přípravy k co nejrychlejšímu zahájení prací na prototypech dalších verzí Ta 152 – Ta 152 B, C a E, z kterých ta poslední dostala nejvyšší prioritu, protože splňovala požadavky, které kladl Technisches Amt na Spezial Höhenjäger (speciální výškovou stíhačku). Ta 152 B, který měl nejnižší prioritu, neměl být postaven dokonce ani jako prototyp. Prototypy Ta 152 C se měly stát Fw 190 V20 (W.Nr.0040, GH+KQ) a V21 a samotná verze C měla vyhovovat požadavkům na tzv. Begleitjäger (doprovodnou stíhačku). Vedle strojů V20 a V21 mělo dostat ještě dalších patnáct předsériových strojů Ta 152 C prototypové označení. Problémem při dalším vývoji této verze se ukázal být motor Daimler-Benz DB 603 L, který se měl stát jejich pohonnou jednotkou. Tento motor se podobal tehdy vyráběné verzi DB 603 E a měl být navíc vybaven dvojstupňovým turbokompresorem. V březnu 1944 předalo RLM firmě Focke-Wulf dvanáct motorů Daimler-Benz DB 603 za účelem jejich zástavby do prototypů letounů Ta 152 C a Ta 154. Ve stejném měsíci byly porovnány vypočítané výkony stíhaček Dornier Do 335 a Ta 152 C. Ukázalo se, že Do 335 je se stejnou výzbrojí (1x 30 mm a 2x 20 mm) o 30 až 87 km/h rychlejší (v závislosti na výšce letu) než Tankův stroj.
V dubnu 1944 byly zahájeny statické zkoušky jednotlivých konstrukčních prvků Ta 152 H. Ukázalo se, že přetlaková kabina nesplňuje na ní kladené požadavky. V červnu 1944 byl konečně dokončen první prototyp Ta 152 H označený jako Ta 152 V1 (W.Nr.150001, CW+CA). Tento stroj odpovídal verzi H-0 a byl odeslán do Langenhagenu k letovým zkouškám. Za povšimnutí stojí, že byl dokončen dříve než jeho pět předchůdců. To dokazuje, s jakou horlivostí se pracovalo na novém typu.
Brzy po V1 – 12. července 1944 – vzlétl také první z pěti překonstruovaných letadel Höhenjäger 2. Jednalo se o Fw 190 V33/U1 (W.Nr.0058, GH+KW) s motorem Junkers Jumo 213 E-1, pohánějícím trojlistou dřevěnou vrtuli VS 9, s přetlakovou kabinou, prodlouženým trupem (0,775 m vpředu a 0,50 m vzadu), kapkovitými kryty trupových kanónů MG 151 ráže 20 mm umístěných před kabinou (které však nebyly instalované), teleskopickým zaměřovačem ZFR a křídlem verze H protáhnutého tvaru. Nasávání vzduchu do kompresoru se nacházelo na pravé straně motorového krytu. Křídlo mělo rozpětí 14,50 metru a mělo zvláštní konstrukci. Hlavní nosník, který byl z oceli (kvůli nedostatku lehkého hliníku), vedl od jednoho záchytného bodu podvozku k druhému, zadní nosník byl však po celé délce křídla. Zbytek křídla vyplňovalo množství žeber a podélných výstuh. Kvůli zvětšenému rozpětí se nohy podvozku posunuly o 25 cm směrem k vnějším okrajům. Tento prototyp ještě létal bez výzbroje.
Následující den se při druhém letu stala nehoda, při které byl stroj po 36 letových minutách úplně zničen. V důsledku nehody napsal 18. června velitel zkušebního střediska v Rechlinu Oberst Edgar Petersen firmě Focke-Wulf dopis, v kterém zdůraznil nutnost zdržení sériové výroby Ta 152 a uskutečnění dalších testů prvních dvanácti předsériových strojů. Zmínil se též o tom, že těžiště letadla se nachází příliš vzadu.
V Langenhagenu mezitím probíhaly letové zkoušky prototypu V1, který konečně vzlétl až 21. listopadu a pilotoval ho Hans Sander. Zkoušky se čím dál víc protahovaly. Způsobovala to obtížná situace v Německu v této fázi války. Jak vzpomínal šéf zkušebních pilotů firmy Focke-Wulf Ing. Hans Sander: „V té době nebylo možné vykonat s letadlem Ta 152 víc letových zkoušek, což bylo způsobené celkovou situací v Německu. Lidé měli hlad, žili v zimě a trpěli nedostatkem spánku. Přízemní útoky Thunderboltů, Lightningů a Mustangů a nálety bombardérů na Berlín (formace přelétávaly nad Langenhagenem) a též na samotný Langenhagen způsobovaly časté letecké poplachy. K tomu se navíc přidávaly dopravní těžkosti. Náhradní díly a vybavení bylo nutné dovážet po železnici, na bicyklech a potom donést jednoduše na ramenou. Více než dva měsíce jsme používali vodu z požární nádrže. Jägerstab se zajímal jedině o co nejvyšší počet dodaných letadel a výsledkem toho bylo, že většina z nich opouštěla továrny bez nutného vybavení a jen po jediném krátkém zkušebním letu, což bylo způsobené omezenými zásobami paliva.“
Druhý prototyp Fw 190 zapojený do programu Ta 152 pod označením Fw 190 V30/U1 (W.Nr.0055, GH+KT) byl zalétán 6. srpna 1944. Při výškových testech 23. srpna 1944 se vznítil motor. Oheň se ale nerozšířil a Hans Sander dovedl letoun až k zemi. Při nouzovém přistání v Langenhagenu zachytil křídlem o zem a letadlo úplně zničil.
Proběhly celkem čtyři pokusy o výškové lety a pokaždé skončily předčasně kvůli poruše turbokompresoru. V závislosti na typu motoru měl turbokompresor dva stupně s přechodným chlazením buď mezichladičem anebo vstřikováním MW 50 a tři rychlosti. Problémy se objevovaly vždy při třetím rychlostním stupni, který nikdy nenaskočil. Navíc ve výšce nad 9000 m příliš poklesl tlak paliva, protože palivové pumpy nedokázaly pracovat dostatečně rychle.
Třetí prototyp Fw 190 V29/U1 (W.Nr.0054, GH+KS) uskutečnil první zkušební let 24. září 1944. Neměl už vypouklé kryty před kabinou pro případnou montáž dvou MG 151/20 a konce křídla měl už definitivně bez oblouků. Rozpětí tak nakonec kleslo na 14 400 mm. Velení chtělo pro výškové lety používat italské výškoměry s dosahem do 14 000 m, ale nakonec se montovaly opět německé do 12 000 m. S tímto strojem dosáhl Ofw. Friedrich Schnier rekordní výšky 13 654 m. Tuto událost popsal takto:
„Počáteční stoupání bylo celkem normální. Každých 1000 metrů jsem hlásil požadované hodnoty rychlosti, výšky, různé tlaky, teploty a hodnoty týkající se tří plnicích zařízení. V důsledku netěsnosti kabiny v ní nebyl tlak o mnoho vyšší než venkovní tlak, ale nedokážu si vzpomenout na konkrétní hodnotu rozdílu. Plánovaný tlak měl být 0,03 MPa. V 11 000 m mě začaly svrbět a bolet kolena a lokty a cítil jsem, jak se mi zpomalují pohyby. Mluvení bylo stále těžší. V 12 000 m jsem hlásil, že výškoměr je zablokovaný a že pokračuji v stoupání s pomocí variometru a rychloměru. O tom, že stoupám, jsem měl pouze vizuální důkaz. Obloha dostala temně modrou a potom černou barvu a směrem k horizontu přecházela do všech odstínů modré až bílé. Pravou ruku a rameno jsem už nemohl ovládat, takže jsem pokračoval v řízení jen s pomocí levé ruky. Letadlo ztratilo stabilitu, sotva reagovalo na směrovku, udržet nebo získat výšku bylo stále těžší, a tak jsem další stoupání vzdal. Protože zem chtěla znát naměřené hodnoty, nahlásil jsem je. Po přistání, už v noci, mě srdečně přivítali technici, kteří se mnou byli celou dobu ve spojení. Poté jsme otevřeli barograf. Vyhodnocení ukázalo absolutní výšku 13 654 m.“
Schnier prováděl také střemhlavé lety z výšky 10 500 m, aby získal co nejvyšší maximální rychlost. Naměřil až 0,96 M, ale to se zdá být přece jen příliš. Poslední známou informací o V29/U1 je hlášení o jeho opravě v Langenhagenu mezi 2. a 27. listopadem.
Čtvrtý stroj z této série prototypů Fw 190 V32/U2 (W.Nr.0057, GH+KV) pilotovaný Hansem Sanderem přeletěl 15. srpna 1944 do Langenhagenu z Delmenhorstu, kde byl přestavěný v závodech Focke-Wulf. K prvnímu letu z Delmenhorstu do Langenhagenu vzlétl 15. srpna 1944 v 9:27 hod ráno. Pilotoval ho Hans Sander. V listopadu dostal nové křídlo z rozestavěného Fw 190 V25 (W.Nr.110025), který se stavěl jako náhrada za rozbitý V33/U1. Takto upravený vzlétl poprvé 15. listopadu.
Pátý prototyp Fw 190 V18/U2 (W.Nr.0040, CF+OY) poprvé vzlétl 19. listopadu 1944. O tomto stroji dodnes panují nesrovnalosti. Původně měl dostat motor DB 603, ale výše uvedené problémy s ním si vynutily zástavbu motoru Jumo 213 E. Poprvé vzlétl pravděpodobně 1. nebo 12. srpna. Existuje ještě několik známých informací z následujícího období. Zpráva hovoří o jeho letu 19. listopadu 1944 z Adelheide do Langenhagenu, kde potom probíhala od 25. listopadu do 7. prosince jeho oprava. 10. prosince ho zalétal pilot Märschel, ale už 23. prosince byl při vzletu opět poškozen, když se náhle prudce stočil doprava a poškodil zatahovací mechanismus pravé podvozkové nohy. Během opravy dostal stroj novou (pravděpodobně kovovou) ocasní část. V průběhu zkoušek se ale odtrhl potah. Nakonec skončil, zničený ustupující německou armádou, v rukou Kanaďanů.
Šestý prototyp, který byl stavěný jako náhrada za V33/U1 ztracený při nehodě 13. června 1944 (70% poškození, nalétaných pouze 36 minut), nebyl dokončen a jeho křídlo bylo zabudováno do Fw 190 V32/U2. Ten takto upravený podnikl první let 15. prosince 1944. Mezitím byl dokončen prototyp Ta 152 V2 (W.Nr.150002, CW+CB) a následně i prototypy V3 (W.Nr.150003, CW+CC), V4 (W.Nr.150004, CW+CD) a V5 (W.Nr.150005, CW+CE). S V2 vzlétl Hans Sander 29. listopadu1944. Ten samý pilot zalétal i ostatní prototypy: V3 3. prosince, V4 17. prosince a V5, o kterém se neví téměř nic. Další prototypy Ta 152 V27 (W.Nr.150030, původně 150027) a V28 (W.Nr.150031, původně 150028) zalétal až v roce 1945. V27 vzlétl 1. února a V28 až v březnu.
Všechny prototypy byly podrobené těžkým zkouškám, které značně stěžovala situace Německa (hlavně nedostatek paliva) a fakt, že testovací středisko v Langenhagenu leželo na trase amerických bombardérů na Berlín, takže jej skoro denně navštěvovaly spojenecké doprovodné stíhačky.
Testy na Fw 190 V29/U1 odhalily velkou poruchovost podvozku. Pravá noha vypadávala ze zámku, nebo docházelo ke vzpříčení přídavných dvířek podvozku, ale i po jejich odstranění se levá noha zasouvala rychleji a vypnutá hydraulika už potom pravou nohu nedovřela. Návrh nevypínat hydraulický systém při zasunutí levé nohy neuspěl, protože tlak v hydraulice potom dosahoval hodnoty až 140 atmosfér! Piloti si stěžovali i na slabou směrovou stabilitu, protože letadlo uhýbalo při plně vysunutých chladicích klapkách na pravou stranu.
Ta 152 V1 byl nakonec použit pro pevnostní zkoušky. Stejně skončil i Ta 152 V2. 3. prosince vzlétl Ta 152 V3 s ocelovým křídlem. Po něm následovaly, už v roce 1945, V4 a V5. I na těchto prototypech docházelo k vypadávání pravé podvozkové nohy, která musela být zasouvána prudkým trhnutím stroje krátce po startu. Těžko viditelné a ovladatelné klapky průtoku vzduchu chladičem motoru byly nahrazeny automatickými, které řídil termostat. Další těžkosti způsobovaly nefunkční přetlakové kabiny, neúměrná síla působící na křidélka a vztlakové klapky. Přetlaková kabina měla udržet tlak rovný okolnímu až do výšky 8000 m. Potom se měla jeho hodnota ustálit na 0,035 MPa, a tak zůstat až do výšky 14 000 m, kdy byl rozdíl 0,023 MPa. Při případném dalším stoupání měla kabina udržet tlak vždy o 0,023 MPa vyšší než byl okolní tlak. Jumo 213 E též nedosahoval vypočítaných výkonů. Chyba byla nalezena po konzultacích Sandera s Junkersem v olejové cirkulaci, a tak od srpna už bylo všechno v pořádku. Sander tlačil na Junkerse, aby zvýšil volnoběžné otáčky motoru na 1700 ot/min. Junkers to odmítl s odůvodněním, že by to výrazně ovlivnilo životnost motoru. V říjnu se uvažovalo i o montáži vystřelovacích sedaček, ale kvůli konstrukčním problémům jejich montáže do existujícího trupu se od nich upustilo.
Jako prototypy H-0 sloužily stroje Fw 190 V29/U1, V30/U1, V32/U2, V33/U1 a pravděpodobně také V18/U2. Prototyp Ta 152 V4 létal jako H-0/R11. Prvních dvacet předsériových Ta 152 H-0 dodaly z továrny přímo do Rechlinu a jednotce Erprobungskommando Ta 152 (Zkušební oddíl Ta 152), založené 2. listopadu 1944, které velel Hauptmann Bruno Stolle. Všechna tato letadla byla vybavena zařízením GM-1. Piloti ze Stolleho jednotky byli s výkony Ta 152 spokojení. V porovnaní s Fw 190 ale prováděl výkrut mnohem pomaleji, což bylo způsobeno prodlouženým křídlem (Ta 152 provedl plný výkrut ve výšce 500 m při rychlosti 470 km/h za 4,9 sekundy). Stolle se též pokusil dosáhnout maximální výšky a přezkoumat hranici dostupu letadla. Poté, co vystoupal nad Rechlinem do výšky 12 000 m, však musel let pro nedostatek kyslíku ukončit. Stolle ohodnotil letoun vysoko a doporučil okamžitou sériovou výrobu.
Předprodukční H-0 byly objednány v továrně v Sorau, sériová výroba H-1 se rozběhla v závodě Focke-Wulf v Chotěbuzi 21. listopadu 1944. Letadla ze Sorau měla dostat výrobní čísla 110001 až 110026 a označení V1 až V26. Sériové stroje měly přiděleny čísla 150001 až 150037 a 150160 až 150168. Čísla 110001 až 110005 byla krátce na to zrušena a nebyly nikdy postaveny. Proto se prvních pět prototypů vybralo mezi prvními H-0 (W.Nr.150001 až 150005). To vysvětluje, proč bylo pro prototypy vyhrazeno 72 sériových čísel ale ve skutečnosti jich bylo postaveno jen 67.
Letadla Ta 152 H-0 poháněl motor Jumo 213 E s trojlistou vrtulí VS 9 s průměrem 3600 mm. Verze H-0 nenesla MW 50 ani GM-1. Křídlo mělo rozpětí 14,44 m a plochu 23,5 m². Výzbroj se skládala ze dvou MG 151/20 se 175 náboji na zbraň nad motorem a jednoho MK 108 s 90 granáty v bloku motoru. Přístup k zásobníkům pro MG 151 byl ze spodní strany křídla a pro MK 108 přes malý panel na levém boku motorového krytu. Stlačený vzduch potřebný k činnosti MK 108 se nacházel v zadním vsazeném dílu trupu. V říjnu 1944 dosáhl Ta 152 H-0 ve výšce 1000 m ve vodorovném letu rychlosti 720 km/h. V listopadu padlo rozhodnutí instalovat nový gyroskopický zaměřovač Askania Adler EZ 42. Častěji se ale objevoval Revi 16 B. V náběžné hraně levé poloviny křídla se nacházel fotokulomet BSK 16.
Palivové nádrže měly objem 233 l (přední) a 362 l (zadní) a byly umístěné pod kabinou. Nádrž oleje s objemem 72 l se nacházela před kabinou. Rádiové vybavení se skládalo z FuG 16 ZY a FuG 25a IFF. Podvozek s rozchodem 3954 mm používal pneumatiky s rozměry 740 x 210 mm, byl ovládaný elektricky a zatahoval se hydraulicky směrem k trupu. K jeho kompletnímu zakrytí v zataženém stavu sloužily malé přídavné plechy na centroplánu. Zatažitelné bylo i ostruhové kolečko s pneumatikou 380 x 150 mm. Celková hmotnost stroje byla 4727 kg.
Letové testy ukázaly nutnost určitých úprav draku. Objevovaly se problémy s hlavním podvozkem a s ovládáním klapek chladiče umístěných na krytu motoru. Kormidla reagovala v určitém rozsahu rychlostí s jistým zpožděním, přistávací klapky se vysouvaly příliš dlouho. Mnoho problémů nadále způsobovala přetlaková kabina, která nedokázala udržet předepsaný tlak. Důvodem byl nevhodný použitý tmel a nekvalitní gumové těsnění. Čelní skleněný štítek byl rovněž nekvalitně zpracovaný a způsoboval další netěsnosti. Od února 1945 bylo těsnění kokpitu předěláno a byla utěsněna každá škvírka. Nastal však jiný problém – kompresor způsoboval značné přehřívání vzduchu. Pro výšku 14 500 m byla teplota vzduchu vypočítána na 82 °C! Jediným východiskem bylo zabezpečit výměnu vzduchu mezi vnitřkem a vnějším prostředím (čemuž se doposud konstruktéři snažili ze všech sil zabránit) anebo namontovat výměník tepla. Nakonec se od přetlakování kabiny upustilo u většiny letadel ve službě. Netěsnosti se objevovaly také u systému nouzového vysunování podvozku a přistávacích klapek, fungujícího na stlačený vzduch.
Ta 152 H-1 byl v podstatě identický s předsériovou verzí H-0, měl ale možnost instalace přídavných nádrží a zařízení MW 50. V křídle měl navíc šest nádrží, z kterých se levá vnitřní používala pro MW 50 a měla objem 70 l (28 minut použití), což ale muselo stačit, protože Ta 152 H byl plánován jako výšková stíhačka. V trupu za pilotní kabinou byla umístěna nádrž zařízení GM-1 na N2O s objemem 85 litrů. Celá pravděpodobně dřevěná ocasní část byla nahrazena těžší kovovou. To mělo za následek spolu s montáží MW 50 a GM-1 nárůst hmotnosti na 5217 kg. Prototypy verze H-1 byly stroje Ta 152 V1, V2, V3, V5, V27 a V28. Sériová výroba začala v lednu 1945 v továrně Focke-Wulf v Chotěbuzi (série 150001–150037, 150160–150168) a od března též v licenci v továrnách Erla a GWF. Víme však, že stroje s W.Nr.150023 a 150025 byly dokončeny jako H-0, i když spadají mezi výrobní čísla pro verzi H-1. Pravděpodobně v továrně letadlo vždy dokončili tak, jak jim to umožňovaly zásoby součástek. Celkem vzniklo 46 strojů verze H-1. Vyráběly se i některé její varianty:
Ta 152 H-1/R11 – stíhačka pro každé počasí se směrovým autopilotem PKS 12, automatickým pilotem (Jägerkurssteuerung) LGW-Siemens K23, radiokompasem FuG 125, VHF přijímačem signálu radiomajáku a vyhřívaným zasklením kabiny. Jeden H-0 a velká část H-1 byly dokončeny v tomto standardu.
Ta 152 H-1/R21 – Begleitjäger neboli doprovodná stíhačka bez GM-1, ale s MW 50 s palivem v levé vnitřní nádrži, s autopilotem PKS 12 a radiokompasem FuG 125.
Ta 152 H-1/R31 – letadla bez GM-1, namísto kterého bylo v motoru závaží, se vstřikováním MW 50 a zadní nádrží na 280 l.
Verze Ta 152 H-2 se od předcházející lišila rádiem FuG 15, které nahradilo FuG 16 ZY. Tato varianta se však nevyráběla sériově, o čemž bylo rozhodnuto v prosinci 1944. Jako prototyp měl původně sloužit Ta 152 V25, po zrušení projektu se od toho upustilo. Rovněž Ta 152 H-3 až H-9 skončily už na rýsovacích prknech, v těchto verzích se laborovalo s různými motory, výzbrojí a výstrojí.
Plánovala se také úprava Ta 152 H, zahrnující 24válcový motor Jumo 222 E/F se čtyřlistou vrtulí. Ale protože křídla by neunesla zvýšenou zátěž, musela by projít kompletní přestavbou, na kterou už nebyl čas. Mělo to být stíhací a stíhací-bombardovací letadlo, schopné zvratu s přetížením šesti G, vyzbrojené čtyřmi MG 151 nebo dvěma MG 151 a dvěma MK 103. Počítalo se i s přetlakovou kabinou, což bylo nestandardní vybavení pro letadlo určené do malých výšek. Vzletová váha byla vypočítána na 5815 kg, která dalece překračovala nosnost původního podvozku. Celý projekt stál na motoru Jumo 222, od kterého se očekával výkon až 3000 k. I když se Junkers snažil, tento výkon se mu nepodařilo ani zdaleka dosáhnout. Sander vzpomínal: „Letěl jsem s 222 s 2000 k v Fw 191, ale víc jsme z něho nedostali.“
Poslední varianty verze H měly být Ta 152 H-10, H-11 a H-12. Jednalo se o průzkumna letadla s instalovanou kamerou Rb 20/30, 50/30 nebo 75/30, jejichž drak byl totožný s Ta 152 H-0 (H-10), H-1 (H-11) a H-2 (H-12). Od května 1945 se mělo vyrábět 20 kusů měsíčně. Vznikl pouze prototyp verze H-10 – Ta 152 V26 (W.Nr.150021, CW+CU), který vzlétl v březnu 1945.
Ta 152 H měl velké křídlo, díky čemuž byl lehce ovladatelný. K jeho přednostem patřila také rychlost. Koncem roku 1944 Kurt Tank jen těsně unikl smrti na jednom z Ta 152 H. Letěl z Langenhagenu u Hannoveru na schůzku do továrny Focke-Wulf v Chotěbuzi. Jeho letadlo sice neslo výzbroj, ale žádnou munici. Krátce po vzletu ho překvapily čtyři Mustangy. Tank stiskl tlačítko aktivující MW 50, přidal plný plyn a nechal Mustangy daleko za sebou.
Za povšimnutí stojí fakt, že před zahájením sériové výroby Ta 152 H v Chotěbuzi 21. prosince 1944 nalétaly jeho prototypy (V33/U1, V30/U1 a V29/U1) dohromady jen 30 hodin a 52 minut. Mezi prosincem 1944 a lednem 1945 bylo vyrobeno 18 letadel Ta 152 H (W.Nr.150001-018) a mezi lednem a dubnem 1945 jen 24 dalších strojů (W.Nr.150019-168), protože produkce se pozdržela kvůli postupu Sovětů.

### Ta 152 E
Současně s verzí H probíhal u firmy Focke-Wulf vývoj průzkumné verze Ta 152 E (Aufklärer – průzkumník). Letadla Ta 152 E-0 a E-1 měly být vybavena krátkými křídly z verze C (s rozpětím 11,00 m a nosnou plochou 19,5 m²), zatímco Ta 152 E-2 měl mít křídla se zvětšeným rozpětím pocházející z verze H (s nosnou plochou 23,5 m²). Všechny tyto varianty měly nést kameru Rb 75/30 umístěnou v zadní části trupu. V prosinci 1944 byly dokončeny dva prototypy verze E-1 – Ta 152 V9 (W.Nr.110009) a V14 (W.Nr.110014). V9 vzlétl poprvé 14. ledna 1945, V14 25. ledna. Prototyp Ta 152 V26 měl být vzorem varianty E-2. V polovině února RLM rozhodlo odvolat objednávku speciálních průzkumných verzí letadel Ta 152 a z V26 se stal Ta 152 H-10. Focke-Wulf se měl dále soustředit jen na vývoj průzkumných variant verzí C a H.

### Ta 152 C

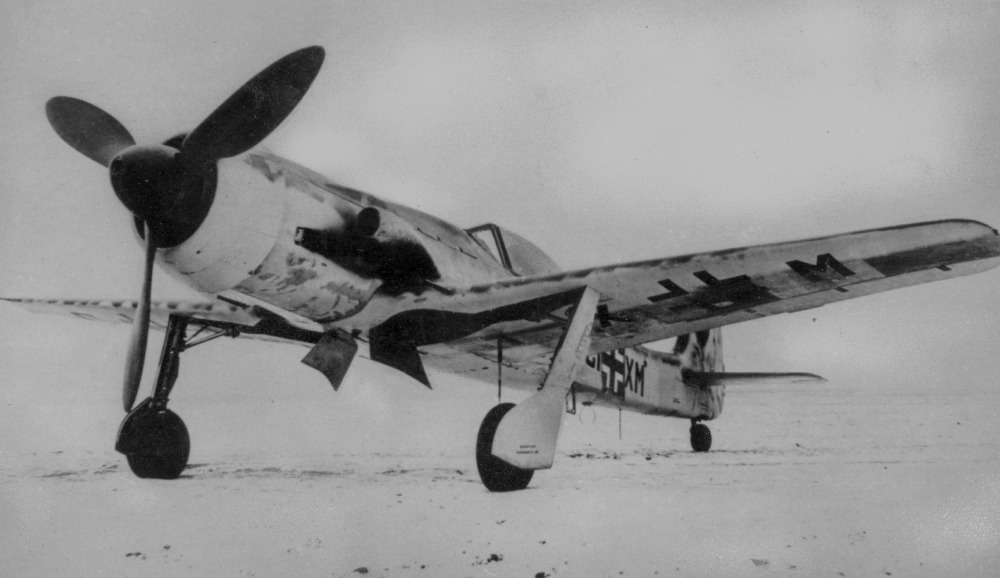
Ta 152 C-0

Počáteční zájem o výškový Ta 152 H zastínil ostatní studie, ale v době zalétávání prototypů se rozběhly také práce na Ta 152 Ra-1, který byl vybrán jako vzor pro verzi Ta 152 C. Ta měla být poháněna motorem DB 603 a měla mít rozpětí křídel 11,00 m. Dva prototypy Fw 190 V20 a V21 byly v srpnu 1944 připraveny k instalaci nových motorů Daimler-Benz DB 603 L a po této úpravě měly být označeny Fw V20/U1 a V21/U1. V20/U1 (nové označení TI+IG) byl zničen už 5. srpna 1944 během spojeneckého náletu na závody Focke-Wulf, takže není úplně jisté, že dostal nový motor. V21/U1 byl 3. listopadu 1944 dokončen a od 10. listopadu se podroboval letovým zkouškám ve firmě Daimler-Benz, kde též dostal nový motor DB 603 LA a byl přeznačen na Fw 190 V21/U2 s novým kódovým označením TI+IH. Vyzbrojený byl čtyřmi kanóny MG 151/20 a jedním MK 108 střílejícím dutým hřídelem motoru. Zanedlouho se k programu Ta 152 C připojily ještě dva prototypové stroje Fw 190 V76 a V77, které předtím představovaly vzory verze Fw 190 D-14 a které byly vybaveny motory Daimler-Benz DB 603 LA, resp. DB 603 E. Výroba Ta 152 C se rozběhla v březnu 1945 v továrně ATG (Allgemeine Transportanlagen GmbH) v Lipsku a v továrně Siebel v Halle.
V prosinci 1944 byly zahájeny zkoušky prvních předsériových letadel Ta 152 C-0, které současně obdržely prototypová čísla V6 (W.Nr.110006, VH+EY), V7 (W.Nr.110007, CI+XM) a V8 (W. Nr.110008, GN+CA). Testy probíhaly od 10. prosince na letišti Adelheide. Ta 152 V6 vzlétl poprvé až 17. prosince. Stroj byl vybaven motorem Daimler-Benz DB 603 E/V19 s klasickým krytem, vstřikováním MW 50, trojlistou vrtulí VDM VP (o průměru 3600 mm) a se zabudovaným 30mm kanónem MK 108. Jinak byl shodný s Ta 152 H, pouze rozpětí se snížilo na 11,00 m. Dva kanóny MG 151 kalibru 20 mm byly umístěné v trupu nad motorem a dva v kořenech křídel. Vzletová hmotnost letadla dosahovala 4370 kg. Tento stroj byl spolu s Fw 190 V21/U1 později vybaven motorem DB 603 LA (rovněž se zabudovaným kanónem MK 108). S tímto motorem se toto letadlo stalo vzorem pro Ta 152 C-1. V křídlech Ta 152 V6 byly též instalované závěsné body pro podvěšení odpalovacích zařízení střel WGr.21. S MW 50 dosahoval ve výšce 5250 m rychlost 687 km/h a podpořil tak volbu nové pohonné jednotky, kterou se měl stát DB 603 E, který dával v nižších výškách lepší výkony než DB 603 L. Oba ale vyžadovaly nedostatkový 96 oktanový benzín C3, a tak se měl nakonec používat motor DB 603 LA, který mohl spalovat i benzín B4 (87 oktanů). Ta 152 V7 vzlétl začátkem roku 1945, měl motor DB 603 EM a představoval verzi Ta 152 C-0. Měl přepracovaný kryt kabiny, který o něco zvýšil jeho rychlost.
Na těchto strojích probíhaly i zkoušky nových zbraní. Počítalo se se čtyřmi novými revolverovými kanóny Mauser MG 213 A kalibru 20 mm s rychlostí střelby 1100 ran/min. Plánovala se zástavba dvou MG 213 A do trupu a dvou do kořenů křídel. Při testech na Ta 152 ale vznikly problémy s odvodem nábojnic a německý průmysl těchto kanónů stihl vyrobit do konce války ani ne tucet. Už v polovině roku 1944 byl prototyp Fw 190 V53 (W.Nr.170003, DU+JC) vybrán jako experimentální stroj pro zkoušky s kanóny MK 103 kalibru 30 mm plánované na listopad 1944. S dvěma synchronizovanými kanóny MK 103 v kořenech křídel měl být předlohou verze C-3. Prototyp dostal nové označení V68, ale ještě před zahájením zkoušek byl 5. srpna 1944 zničen (spolu s V20) při spojeneckém náletu. Prototyp Ta 152 V7 byl zalétaný v prosinci 1944 jako vzor úprav Ta 152 C-0/R11, vybavený motorem Daimler-Benz DB 603 EM a sadou R11 (stíhačka pro každé počasí). Měl upravený kryt motoru, který ještě zvýšil jeho maximální rychlost. Ta 152 V8 byl dokončený jako standardní C-0 s motorem Daimler-Benz DB 603 L a s gyroskopickým zaměřovačem EZ 42. Vzlétl pár dní po V7 (někdy před 14. lednem 1945). Všechny prototypy se ukazovaly jako slibné a proto RLM objednalo sériovou výrobu verze C, ale až na červen 1945.
Porovnávací zkoušky prototypů s motory DB 603 E a DB 603 L ukázaly, že první má lepší výkony v nižších letových hladinách, zatímco druhý ho převyšuje ve větších výškách. Pro pohon sériových letadel Ta 152 C-1 kategorie Normaljäger (běžná stíhačka) byl zvolen motor Daimler-Benz DB 603 LA, který mohl používat oba druhy paliva: 96 oktanový C3 a dostupnější 87 oktanový B4. Dostal ho nakonec i V6, a tak sloužil potom jako prototyp verze C-1. K 1. březnu 1945 nalétal 7 hodin a 41 minut v osmnácti letech. Piloti si pochvalovali nový motor Daimler-Benz, který byl lépe ovládatelný než Jumo 213. Ale i nový motor trpěl problémy s chlazením oleje. Ve výšce 5250 m dosahoval s MW 50 rychlosti 687 km/h.
Nakonec se vyráběla jen verze C-1 s motorem DB 603 L, který poháněl vrtuli VDM VP s průměrem 3600 mm. Nasávání vzduchu do kompresoru bylo přemístěno na levou stranu motorového krytu. Křídlo si zachovalo původní konstrukci s průběžným zadním nosníkem a předním od jednoho záchytného bodu podvozku k druhému. Rozpětí mělo hodnotu 11,00 m a plocha křídla 19,5 m². Výzbroj tvořily dva kanóny MG 151 se 150 náboji nad motorem, z kterých levý byl posunutý o 16 mm blíže k ose motoru z důvodu většího kompresoru. Dva stejné kanóny byly v kořenech křídel se 175 náboji na zbraň a MK 108 s 90 náboji střílející osou motoru. Jako zaměřovač sloužil buď Revi 16 B nebo EZ 42. Nádrže odpovídaly Ta 152 H-1, ale levá vnitřní neobsahovala palivo pro MW 50. To bylo ve zvláštní nádrži s objemem 140 l v trupu, což vystačilo (se spotřebou u tohoto typu 190 l/h) na dobu 44 minut. Množství neseného paliva tak dosáhlo 1064 l a mohlo být zvýšeno o dalších 300 l přídavnou nádrží na závěsníku ETC 503 pod trupem. Další příslušenství, včetně podvozku, odpovídalo standardu Ta 152 H bez přetlakové kabiny. Ocasní plochy měly standardní kovovou konstrukci a z trupu zmizela signální karta AZA 10. Výroba začala v Lipsku (bloky W.Nr.830000 a 920000) a v Halle (bloky W.Nr.360000 a 440000) v březnu 1945 a do konce války jich vznikl jen minimální počet.
Zkoušela se i instalace přídavného zařízení R14 (závěsník ETC 504 pro letecké torpédo LT 1 B). Ukázalo se ale, že výškový motor Daimler-Benz DB 603 LA se k tomuto účelu nehodí, a proto se od stavby Ta 152 C-1/R14 upustilo. Na pokusy byl použit Ta 152 C-0 s vhodnější pohonnou jednotkou DB 603 E. Hmotnost ale překročila únosnou hranici a projekt byl zrušen. V případě potřeby se mělo pro nesení torpéda použít letadlo verze D. Varianta C-1 byla doplněna sadou R31. Do prostoru motoru bylo přidané závaží, které mělo vyvážit nádrž GM-1 umístěnou v zadní části trupu. Několik strojů Ta 152 C-1/R31 létalo u JG 301.
V říjnu 1944 vydalo RLM nařízení, podle kterého měla být u každého vyráběného letadla zvýšena rychlost o 50 km/h. U Ta 152 však už proběhly všechny možné vylepšení a další zvyšování výkonů nepřicházelo v úvahu. Proto se začalo uvažovat o instalaci proudového motoru Heinkel-Hirt He 011 spolu se šípovitými křídly (šípovitost 46,5°). Takto upravený Ta 152 měl být schopný dosáhnout rychlosti až 960 km/h. Z tohoto návrhu nevzešlo nakonec nic, stejně jako z návrhu noční stíhací verze s motorem Jumo 213 nebo DB 603, který pocházel ze září.
Ta 152 C-2 měl být stejný jako C-1, lišil se jen radiostanicí FuG 15 namísto FuG 16 ZY. I když probíhala výroba prototypů Ta 152 V16, V17 a V18, padlo 15. prosince 1944 rozhodnutí o přerušení všech prací na této verzi a prototypy byly přidělené k projektu verze C-3.
Ta 152 C-3 se od C-l lišil jen jiným typem trupového kanónu. Namísto kanónu MK 108 se zásobou 90 nábojů byl zabudovaný kanón MK 103 se zásobou 80 nábojů. Varianta C-3 se sériově nevyráběla. Další tři prototypy, které jí byly přiděleny (V19, V20 a V21), přešly začátkem roku k Ta 152 B-5/R11. Další osud prototypů V16 až V18 není znám. Verze Ta 152 C-4, jejíž prototypy byly označené Ta 152 V22, V23 a V24, měla být vybavena přístrojem FuG 15. Přidělené prototypy nebyly ani postaveny a verze C-4 se sériově nevyráběla. Dalšími variantami, které existovaly jen jako projekty, byly Ta 152 C-5 s výzbrojí pěti kanónů MG 151 kalibru 20 mm a s radiostanicí FuG 16 ZY, Ta 152 C-6, identická s C-5, ale s radiostanicí FuG 15. Ta 152 C-7 až C-9 používaly jiné motory. Ta 152 C-10 a C-11 představovaly fotoprůzkumné úpravy verzí C-0 a C-1 s výstrojí odpovídající Ta 152 H-0 a H-1.
V lednu byla u mnohých prototypů testována jejich operační způsobilost jako Normaljäger. Výsledky zkoušek potvrdily relativně malou stabilitu zapříčiněnou příliš dozadu posunutým těžištěm. Tento problém byl od února 1945 vyřešen snížením zásoby paliva v zadní části trupu o 140 l a přidáním 40 kg zátěže ve formě přídavného pancéřování v motorové části. U verzí Ta 152 C-1, C-3 a C-11 nebyly nádrže zařízení MW 50 umístěny v zadní části trupu, ale v jedné z křídelních palivových nádrží. Všechny tyto úpravy napomohly k lepšímu vyvážení stroje, ale problém těžiště zcela nevyřešily. Testy prototypu Fw 190 V21/U1 ukázaly, že jediným řešením je zkrácení ocasní části letadla a překonstruování přední části trupu, aby v něm mohla být instalována palivová nádrž. Na takto zásadní řešení ale do konce války už nebyl čas. Pravidlem se stalo létání bez naplněných nádrží v zadní části trupu, což sice pomáhalo, ale značně to zkracovalo dolet letadla.
I s Ta 152 C se samozřejmě počítalo v tzv. Mistelech. Leteckou pumu měl tvořit Ta 154 nebo Ju 88 G-7, ale ani jeden z nich nebyl realizován. Firma Gotha přišla s myšlenkou spojit kluzák Gotha P.57 s Ta 152 C, přičemž kluzák by byl vlečený nad stíhačkou a měl sloužit jako kluzáková puma. Nedá se už zjistit, zda byla některá část projektu opravdu testována, ale i tak se dá účinnost projektu označit za spornou.

### Ta 152 B
Rovněž se plánovalo zahájení výroby bitevní verze (Schlachtflugzeug) označené Ta 152 B. Projektovány byly čtyři základní varianty: Ta 152 B-1 a B-2, které se lišily trupovým kanónem (MK 103 nebo MK 108), byly poháněné motorem Jumo 213 C umístěným pod krytem motoru Junkers Jumo 213 E, a Ta 152 B-3 a B-4 poháněné motorem Junkers Jumo 213 E a lišily se opět pouze použitým kanónem v bloku motoru. Vzhledem k nedostatku zájmu ze strany RLM ukončila firma Focke-Wulf v polovině roku 1944 práce na bitevní verzi Ta 152. Ale v lednu 1945 RLM nařídilo zahájit práce na Ta 152 B, který měl tento krát sloužit jako Zerstörerflugzeug (těžká stíhačka). Letadlo označené Ta 152 B-5 vycházelo z draku Ta 152 C-3, ale mělo být poháněno motorem Junkers Jumo 213 E-2 se zařízením MW 50, jinak odpovídalo verzi B-3. Pro MW 50 byla zásoba paliva 140 l, což stačilo celkem na 56 minut letu. Výjimečně silnou výzbroj měly tvořit tři kanóny MK 103 ráže 30 mm (dva v kořenech křídel a třetí střílející osou vrtule). Výroba této verze se plánovala na květen 1945 ve firmě Erla a od července v závodech GWF (Gotha). Hlavní sériovou variantou měl být Ta 152 B-5/R11 kategorie Schlechtwetterjäger (stíhačka pro každé počasí) s vybavením v podstatě identickým jako Ta 152 C-1/R11. Do konce války byly dokončeny tři prototypy přestavěné z prototypů varianty C-3. Jednalo se o stroje Ta 152 V19 a V20 dokončené v březnu 1945, a o V21 dodělaný o měsíc později. Na rýsovacích prknech zůstala ještě varianta Ta 152 B-7 poháněná novou čtyřventilovou verzí motoru Jumo 213 J se čtyřlistou vrtulí VS 19. Tento motor měl dosahovat vzletového výkonu 1647 kW (2240 k).

### Ta 152 S
Projektovala se i stavba dvoumístné cvičné verze Ta 152 S-1 na základě draku Ta 152 C-1 (někdy označovaná jako Ta 152 C-1/U1). Měla mít plně vybavený druhý kokpit a žádnou výzbroj. Výroba těchto letadel měla být zahájena v dubnu 1945 v závodech Blohm & Voss a v srpnu 1945 také ve firmě Lufthansa v Praze. Varianta Ta 152 S-2 měla vycházet z draku verze H. Ani jedna varianta nepřekročila stádium vývoje.

## Operační činnost
Dne 10. ledna 1945 Generalquartiermeister der Luftwaffe (vrchní ubytovatel Luftwaffe) přikázal skupině pilotů z III./JG 301, která měla již brzy obdržet Ta 152 H, zahájit přeškolování. Dne 23. ledna 1945 vydalo Vrchní velitelství Luftwaffe rozkaz, že namísto plánovaného rozšíření E-kommanda Ta 152 má být jako zkušební operační jednotka stroji Ta 152 H vybavena III./JG 301. Eskadra si musela ponechat doposud používané typy letadel až do obdržení dalších rozkazů. Většinu personálu III./JG 301 tvořili bývalí piloti rozpuštěných jednotek Wilde Sau (nočních stíhacích jednotek) JG 300 a JG 302. První stroje dorazily 27. ledna.
Jedním z nich byl Feldwebel Rudi Driebe, pilot 10./JG 301, který na tuto dobu vzpomínal takto: „V lednu 1945 jsme na letišti Alteno u Luckau (Spreewald) dostali asi 24 až 26 letadel Ta 152 H. Určitý počet jsme následně ztratili při nehodách během výcviku, šlo hlavne o poškození způsobená při nouzových přistáních. Zbylé Ta 152 byly po přeškolení převedeny jako operační výzbroj k Stabsschwarmu (štábnímu roji) eskadry. V té době, pokud vím, se uskutečnila jen jedna bojová operace letadel Ta 152. Byla to akce spojená s odražením náletu na Berlín. Naše eskadra utrpěla toho dne těžké ztráty a pouze Ta 152 se vrátily bezpečně na základnu. Kdyby Ta 152 přišly do služby o rok dřív, byla by situace stíhaček P-51 Mustang velmi těžká. K výcviku jsme dostali zpočátku dva stroje Ta 152 H-0. Jejich chování ve vzduchu bylo dobré. Problémy způsoboval jedině start. Když jsme po startu zatahovali podvozek, pravá noha hlavního podvozku se vždy vracela do třetiny vysunuté polohy a dala se zatáhnout jen při silném tlaku na táhlo zatahování podvozku, což zabralo mnoho času a pozornosti. Tento problém byl odstraněn až u verze Ta 152 H-1. Během souboje mohl P-51 činit velmi ostré obraty a ihned zahájit palbu ze svých palubních zbraní. První obrat a výkrut o 360° ve vodorovné rovině trval Ta 152 déle než americkému P-51, ale následující už měly čím dále menší průměr a pilotům, kteří přečkali první útok Mustangu, se vždy dařilo vymanévrovat ho během následujících obratů. V lednu 1945 se to podařilo mnohým mým kolegům ze Stabsschwarmu. Dělat tak ostré výkruty umožňovala vrtule s širokými listy a motor Junkers Jumo 213 s velkým výkonem. Může to znít nepravděpodobně, ale dařilo se mi dělat výkruty se zvratem na zádech ve výšce několika metrů nad naším mateřským letištěm Stendal. To by bylo s Fw 190 úplně nemožné. Při cvičném letu jsem pikoval z výšky 7000 m, dosáhl rychlosti 1000 km/h a bezpečně jsem vybral let ve výšce 600 m a potom bez stlačení plynové páky jsem se znovu vznesl do 7000 m. Výsledek: ztráta vědomí od poslední třetiny klesání až skoro do 7000 m. Ale můj Ta 152 letěl jako po másle – bylo to něco úžasného.“
Dne 1. února 1945 zahynul při cvičném letu Uffz. Hermann Dorr z 12./JG 301. Jeho letadlo Ta 152 H-1 (W.Nr.150037) bylo zcela zničeno v okolí letiště Alteno. 9. února zahynul při nehodě Ta 152 H-0 (W.Nr.150023) Hptm. Herbert Eggers. Nehoda se stala při přeletu z Tarnewitzu do Rechlinu po zkouškách střelecké výzbroje. Většina pilotů usedala po 20 minutách teoretického školení do úplně nových Ta 152 a přeletěla s nimi z továrny na základnu Alteno a potom po absolvování jednoho nebo dvou cvičných letů už zahajovali lety operační.
Jak vzpomíná Uffz. Julius Berliner: „První Ta 152 H jsme dostali v Luckau/Alteno, když jsme je předtím museli krátkým letem přepravit ze závodu v Chotěbuzi. Následně jsme prováděli na těchto letadlech cvičné lety, ale současně jsme na Dorách-9 létali bojové akce na východě. Mezi oběma typy letadel existovaly značné rozdíly. Dora-9 byla dobře zkonstruovaným silným strojem, který mohl vykonávat všechny operační lety, zatím co Ta 152 byl značně jemnější, nechal se řídit jako kluzák. Měl výjimečné letové vlastnosti, zvlášť ve větších výškách. To bylo pro nás něco úplně nového. Ze zkušebního střediska v Rechlinu jsme obdrželi instrukce pro používání Ta 152. Přikazovali nám například nepřekračovat ve střemhlavém letu rychlost 800 km/h. Přesto jsme s Tankem prováděli střemhlavé lety do rychlostí mezi 1000 a 1200 km/h. Tehdy začala křídla bláznivě kmitat, ale i tak to vydržela.“
Základním problémem zůstala přetlaková kabina. Podle hlášení Oberstleutnanta Fritza Aufhammera, velitele JG 301, jen jeden Ta 152 z celé eskadry měl funkční přetlakovou kabinu. Během letových zkoušek v únoru 1945 ztratila JG 301 pět strojů Ta 152 z důvodu požáru motoru. Jak hlásili piloti, na začátku většiny letů se objevil oheň na levé straně motoru. To způsobovalo, že piloti častokrát vyskočili z letadla, a to bylo tím pádem úplně zničené. Navzdory těmto problémům Oberfeldwebel Josef „Jupp“ Keil při svém druhém bojovém letu na Ta 152 H sestřelil nad Berlínem 20. února 1945 bombardér B-17. S největší pravděpodobností se jednalo o první vzdušné vítězství dosáhnuté na tomto typu letadla. Dne 1. března při svém třetím bojovém letu na Ta 152 H (trupové číslo 1, zelené nebo žluté barvy) sestřelil Josef Keil stíhačku P-51 Mustang.
Do března 1945 se podařilo letadly Ta 152 vyzbrojit jen Geschwaderstab JG 301. Dne 25. března 1945 více než deset Ta 152 přeletělo ze závodu v Chotěbuzi do Langenhagenu. Doprovod těchto letadel zajišťovaly tři Fw 190 z III./JG 301, které pilotovali Oberleutnant Heinz von Alven, Oberfeldwebel Hans Fay a Oberfeldwebel Ludwig Bracht. Jak vzpomíná Bracht: „Po přiblížení k Hannoveru-Langenhagenu přikryly všechno oblaka dýmu stoupajícího do výšky 1500 m z vybombardovaných závodů Continental vyrábějících pneumatiky. Letiště Langenhagen zažilo těsně před naším příletem kobercový nálet. Celá vzletová plocha byla pokrytá čerstvými krátery. Několik Ta 152 havarovalo a dva piloti přišli o život. Major Gerhard Posselmann, velitel III./JG 301, zlomil na svém stroji podvozek“.
Dne 10. dubna 1945 v 9:13 vystartoval Josef Keil k dalšímu bojovému letu, tentokrát na letadle Ta 152 H „zelená 3“. Start proběhl z letiště Sachau. Severně od Braunschweigu narazil na asi 15 Thunderboltů a po krátkém boji jeden z nich sestřelil. Do konce války sestřelil Keil nad Berlínem ještě dva sovětské Jak-9 (oba 21. dubna) a stal se tak jediným esem s pěti sestřely na Ta 152.
Původně měla být Ta 152 H vyzbrojena III./JG 301, a to 35 stroji. Tohoto počtu nikdy nedosáhla, bylo dodáno jen 16 letadel. V březnu odlétala III./JG 301 dvě mise s Fw 190 A-9 spolu s Ta 152 H. Tyto dva typy měly však tak rozdílné charakteristiky, že spolu nemohly nadále operačně létat. Proto zbylé bojeschopné stroje předala štábnímu roji. Podle hlášení 1. Jagddivision se 12. dubna ve stavu JG 301 nacházelo 13 letadel Ta 152 (7 u štábní letky a 6 u III. Gruppe), z toho šest bojeschopných (po třech v Geschwaderstabe a III./JG 301). 14. dubna se dostaly čtyři Ta 152 H od Stab./JG 301 do souboje s dvěma Tempesty od 486. (Novozélandské) squadrony, kteří právě napadali pozemní cíle. Oberfeldwebel Sattler, letící jako číslo tři německé formace, ztratil po zásahu jednoho z Tempestů kontrolu nad svým novým strojem a kolmo narazil do země. V následujícím souboji v minimální výšce takřka na úrovni vrcholků stromů, Sattlerův kolega Oberfeldwebel Willi Reschke ukázal excelentní manévrovatelnost Ta 152 tím, že vymanévroval a sestřelil Tempest pilotovaný Mitchellem, který neměl proti němu nejmenší šanci, protože byl nováčkem létající u bojové perutě necelý měsíc. Zbylý Tempest pilotovaný Flg. Of.f S.J Shortem s trojicí Ta 152 bojoval ještě dalších 10 minut, než jim uletěl.
Reschke byl vynikající pilot. O deset dní později letěl na Ta 152 H-1 „zelená 9“ (W.Nr.150168) a sestřelil nad Berlínem dva sovětské letouny Jak-9. Válku skončil jako eso s 27 sestřely na kontě, z toho 20 byly čtyřmotorové bombardéry. Jeho „zelenou 9“ zajaly postupující britské jednotky na letišti Leck. Spolu s dalšími německými letadly ji převezly do Británie a vystavili na výstavě válečné kořisti ve Farnborough.
JG 301 umístěná v okolí Berlína bojovala v posledních týdnech války se spojeneckými letectvy na obou frontách. V těchto bojích se vyznamenal další pilot Geschwaderstabu JG 301, Oberfeldwebel Walter Loos. Svůj první bojový let vykonal v oblasti Soltau-Hannover. Dne 24. dubna 1945 vystartoval o 5:50 k dalšímu letu na letadle Ta 152 H „zelená 4“. Nad Berlínem se střetl s formací sovětských stíhaček Jak-9, z níž sestřelil dva stroje, a v 7:05 přistál na mateřském letišti. Loos absolvoval 25. a 30. dubna 1945 nad Berlínem se „zelenou 4“ další dva bojové lety, při každém z nich sestřelil ještě jeden Jak-9. V prvních květnových dnech se JG 301 přemístila do Lecku. Dne 7. května byl spolu s ostatním personálem eskadry zajat britskými vojsky. I když odlétal jen 66 bojových misí, dosáhl 38 potvrzených (z toho 22 čtyřmotorových bombardérů) a 8 nepotvrzených sestřelů. Sám byl sestřelený devětkrát.
Celkem bylo vyrobeno 67 strojů Ta 152, z toho tři v říjnu 1944, 12 v listopadu, 19 v prosinci, 23 v lednu 1945 a 10 v únoru. Po válce byly letouny Ta 152 testovány spojeneckými piloty. Také oni potvrdili dobré vlastnosti těchto strojů. Jak řekl plukovník Harold E. Watson: „Ta 152 bylo ve vzduchu nádherné, prvotřídní letadlo“.

## Dochované letouny
V depozitáři muzea NASM v Silver Hill (USA) se nachází Ta 152 H-1, W.Nr.150020 (150010?), bývalá „zelená 4“. Podle sériového čísla se dá usoudit, že to byl jeden z prvních strojů této verze, postavený v Chotěbuzi během prosince 1944. Letadlo je částečně rozebrané a stále čeká na kompletní zrestaurování. Částečná restaurace začala už v roce 1998, její ukončení je však stále v nedohlednu, protože muzeum se více věnuje jiným typům.

## Specifikace (Ta 152 H-1)

### Technické údaje
- Osádka: 1 (pilot)
- Rozpětí: 14,44 m
- Délka: 10,82 m
- Výška: 3,36 m
- Nosná plocha: 23,5 m²
- Plošné zatížení: 202 kg/m²
- Hmotnost prázdného stroje: 3920 kg
- Vzletová hmotnost: 4750 kg
- Pohonná jednotka: 1× řadový vodou chlazený Junkers Jumo 213 E 1750 k
- Poměr výkon/hmotnost: 0,276 kW/kg

### Výkony
- Maximální rychlost: 759 km/h ve 12 500 m (s GM-1)
- Dostup: 14 800 m
- Stoupavost: 19,2 m/s (s MW 50)
- Dolet: 2000 km

### Výzbroj
Základní verze:
- 1× 30mm kanón MK 108
- 2× 20mm kanón MG 151/20 E